# Premio Goya per il miglior attore protagonista
Il premio Goya per il miglior attore protagonista (premio Goya a la mejor interpretación masculina protagonista o premio Goya al mejor actor protagonista) è un premio cinematografico assegnato annualmente dall'Academia de las Artes y las Ciencias Cinematográficas de España a partire dal 1987 al miglior attore protagonista di un film di produzione spagnola uscito nelle sale cinematografiche nel corso dell'anno precedente.
Javier Bardem ha vinto cinque volte il premio; gli unici altri plurivincitori, con due vittorie a testa, sono Fernando Fernán Gómez, Alfredo Landa e Javier Gutierrez. Bardem ha vinto un premio anche nell'unica occasione in cui è stato candidato come attore non protagonista, nel 1995, consolidando il suo primato di attore più premiato di sempre ai Goya. Inoltre è anche l'attore che ha ricevuto il maggior numero di candidature in questa categoria (otto), seguito da Alfredo Landa con sette e da Fernán Gómez e Eduard Fernández con cinque.

## Albo d'oro
I vincitori sono indicati in grassetto, a seguire gli altri candidati.

### Anni 1987-1989
- 1987: Fernando Fernán Gómez - Mambru andò in guerra (Mambrú se fue a la guerra)
  - Jorge Sanz - L'anno delle luci (El año de las luces)
  - Juan Diego - Dragon Rapide
- 1988: Alfredo Landa - Il bosco animato (El bosque animado)
  - José Manuel Cervino - La guerra dei pazzi (La guerra de los locos)
  - Imanol Arias - El lute, o cammina o schiatta (El lute: camina o revienta)
- 1989: Fernando Rey - Diario d'inverno (Diario de invierno)
  - Pepe Soriano - Espérame en el cielo
  - Antonio Ferrandis - Jarrapellejos
  - Imanol Arias - Il Lute II - Domani sarò libero (El lute II: mañana seré libre)
  - Alfredo Landa - Sinatra

### Anni 1990-1999
- 1990: Jorge Sanz - Se ti dico che sono caduto (Si te dicen que caí)
  - Alfredo Landa - Il fiume che ci trascina (El río que nos lleva)
  - Fernando Fernán Gómez - Squillace (Esquilache)
  - Fernando Fernán Gómez - Il mare e il tempo (El mar y el tiempo)
  - Juan Diego - La notte oscura (La noche oscura)
- 1991: Andrés Pajares - ¡Ay, Carmela!
  - Imanol Arias - Da sola con te (A solas contigo)
  - Antonio Banderas - Légami! (¡Átame!)
- 1992: Fernando Guillén - Don Giovanni negli inferni (Don Juan en los infiernos)
  - Gabino Diego - Il re stupito (El rey pasmado)
  - Jorge Sanz - Amantes - Amanti (Amantes)
- 1993: Alfredo Landa - La scrofa (La marrana)
  - Jorge Sanz - Belle Époque
  - Javier Bardem - Prosciutto, prosciutto (Jamón, jamón)
- 1994: Juan Echanove - Madre Gilda (Madregilda)
  - Javier Bardem - Uova d'oro (Huevos de oro)
  - Imanol Arias - Intruso
- 1995: Carmelo Gómez - Días contados
  - Alfredo Landa - Canción de cuna
  - Gabino Diego - I peggiori anni della nostra vita (Los peores años de nuestra vida)
- 1996: Javier Bardem - Boca a boca
  - Álex Angulo - Il giorno della bestia
  - Federico Luppi - Nessuno parlerà di noi (Nadie hablará de nosotras cuando hayamos muerto)
- 1997: Santiago Ramos - Como un relámpago
  - Antonio Banderas - Two Much - Uno di troppo (Two Much)
  - Carmelo Gómez - Il cane dell'ortolano (El perro del hortelano)
- 1998: Antonio Resines - La buona stella (La buena estrella)
  - Javier Bardem - Carne trémula
  - Jordi Mollà - La buona stella (La buena estrella)
- 1999: Fernando Fernán Gómez - El abuelo
  - Antonio Resines - La niña dei tuoi sogni (La niña de tus ojos)
  - Eduardo Noriega - Apri gli occhi (Abre los ojos)
  - Gabino Diego - La hora de los valientes

### Anni 2000-2009
- 2000: Francisco Rabal - Goya (Goya en Burdeos)
  - Fernando Fernán Gómez - La lingua delle farfalle (La lengua de las mariposas)
  - Jordi Mollà - Seconda pelle (Segunda piel)
  - Josep Maria Pou - Amico amante (Amic/Amat)
- 2001: Juan Luis Galiardo - Adiós con el corazón
  - Carmelo Gómez - Sfida per la vittoria (El portero)
  - Juan Diego Botto - Plenilunio
  - Miguel Ángel Solá - Sé quién eres
- 2002: Eduard Fernández - Fausto 5.0
  - Eusebio Poncela - Intacto
  - Tristán Ulloa - Lucía y el sexo
  - Sergi López - Solo mia (Sólo mía)
- 2003: Javier Bardem - I lunedì al sole (Los lunes al sol)
  - Sancho Gracia - 800 balas
  - Juan Luis Galiardo - El caballero Don Quijote
  - Javier Cámara - Parla con lei (Hable con ella)
- 2004: Luis Tosar - Ti do i miei occhi (Te doy mis ojos)
  - Ernesto Alterio - Días de fútbol
  - Alfredo Landa - La fine di un mistero (La luz prodigiosa)
  - Javier Cámara - Torremolinos 73 - Ma tu lo faresti un film porno? (Torremolinos 73)
- 2005: Javier Bardem - Mare dentro (Mar adentro)
  - Eduardo Noriega - El lobo
  - Eduard Fernández - Cosas que hacen que la vida valga la pena
  - Guillermo Toledo - Crimen perfecto - Finché morte non li separi (Crimen ferpecto)
- 2006: Óscar Jaenada - Camarón
  - Manuel Alexandre - Intramontabile effervescenza (Elsa & Fred)
  - Eduard Fernández - El método
  - Juan José Ballesta - 7 vírgenes
- 2007: Juan Diego - Vete de mí
  - Daniel Brühl - Salvador - 26 anni contro (Salvador Puig Antich)
  - Sergi López - Il labirinto del fauno (El laberinto del fauno)
  - Viggo Mortensen - Il destino di un guerriero (Alatriste)
- 2008: Alberto San Juan - Bajo las estrellas
  - Alfredo Landa - Luz de domingo
  - Álvaro de Luna - El prado de las estrellas
  - Tristán Ulloa - Mataharis
- 2009: Benicio del Toro - Che - L'argentino (The Argentine)
  - Javier Cámara - Fuori menù (Fuera de carta)
  - Raúl Arévalo - Los girasoles ciegos
  - Diego Luna - Sólo quiero caminar

### Anni 2010-2019
- 2010: Luis Tosar - Cella 211 (Celda 211)
  - Jordi Mollà - El cónsul de Sodoma
  - Ricardo Darín - Il segreto dei suoi occhi (El secreto de sus ojos)
  - Antonio de la Torre - Gordos
- 2011: Javier Bardem - Biutiful
  - Ryan Reynolds - Buried - Sepolto (Buried)
  - Luis Tosar - También la lluvia
  - Antonio de la Torre - Ballata dell'odio e dell'amore (Balada triste de trompeta)
- 2012: José Coronado - No habrá paz para los malvados
  - Daniel Brühl - Eva
  - Antonio Banderas - La pelle che abito (La piel que habito)
  - Luis Tosar - Mientras duermes
- 2013: José Sacristán - El muerto y ser feliz
  - Daniel Giménez Cacho - Blancanieves
  - Jean Rochefort - El artista y la modelo
  - Antonio de la Torre - Grupo 7
- 2014: Javier Cámara - La vita è facile ad occhi chiusi (Vivir es fácil con los ojos cerrados)
  - Tito Valverde - 15 años y un día
  - Antonio de la Torre - Caníbal
  - Eduard Fernández - Todas las mujeres
- 2015: Javier Gutiérrez - La isla mínima
  - Raúl Arévalo - La isla mínima
  - Luis Bermejo - Magical Girl
  - Ricardo Darín - Storie pazzesche (Relatos salvajes)
- 2016: Ricardo Darín - Truman - Un vero amico è per sempre (Truman)
  - Pedro Casablanc - B, la película
  - Asier Etxeandía - La novia
  - Luis Tosar - Desconocido - Resa dei conti (El desconocido)
- 2017: Roberto Álamo - Che Dio ci perdoni (Que Dios nos perdone)
  - Luis Callejo - La vendetta di un uomo tranquillo (Tarde para la ira)
  - Antonio de la Torre Martín - La vendetta di un uomo tranquillo (Tarde para la ira)
  - Eduard Fernández - L'uomo dai mille volti (El hombre de las mil caras)
- 2018: Javier Gutierrez - Il movente (El autor)
  - Antonio de la Torre - Abracadabra
  - Javier Bardem - Escobar - Il fascino del male (Loving Pablo)
  - Andrés Gertrúdix - Morir

- 2019: Antonio de la Torre - Il regno (El reino)
  - Javier Gutiérrez - Non ci resta che vincere (Campeones)
  - Javier Bardem - Tutti lo sanno (Todos lo saben)
  - José Coronado - Tuo figlio (Tu hijo)

### Anni 2020-2029
- 2020: Antonio Banderas - Dolor y gloria
  - Antonio de la Torre - La trinchera infinita
  - Karra Elejalde - Mientras dure la guerra
  - Luis Tosar - Occhio per occhio (Quien a hierro mata)

- 2021: Mario Casas - No matarás
  - Javier Cámara – Sentimental
  - Ernesto Alterio – Un mundo normal
  - David Verdaguer – Uno para todos

- 2022: Javier Bardem - Il capo perfetto (El buen patrón)
  - Javier Gutiérrez Álvarez - La hija
  - Luis Tosar - Una donna chiamata Maixabel (Maixabel)
  - Eduard Fernández - Open Arms - La legge del mare (Mediterráneo)

- 2023: Denis Ménochet - As Bestas - La terra della discordia (As Bestas)
  - Luis Tosar - Tutto in un giorno (En los márgenes)
  - Nacho Sánchez - Mantícora
  - Javier Gutiérrez - Modelo 77
  - Miguel Herrán - Modelo 77

- 2024: David Verdaguer - Saben aquell
  - Manolo Solo - Cerrar los ojos
  - Enric Auquer - El mestre que va prometre el mar
  - Hovik Keuchkerian - Un amor
  - Alberto Ammann - Upon Entry - L'arrivo (La llegada)